# Periodicidade
Na física a periodicidade é uma característica de fenômenos que se repetem ao longo do tempo. Na mecânica essa característica pode ser observada, por exemplo, nas oscilações de um corpo preso a uma mola, no movimento de um pêndulo ou nas vibrações das cordas de um instrumento musical. No eletromagnetismo são exemplos de fenômenos que exibem essa característica as ondas eletromagnéticas e a tensão em circuitos de corrente alternada.